# Daniel Ostrowski
Daniel Eliasz Ostrowski herbu Korab (ur. 25 lipca 1762, zm. 30 sierpnia 1831) – polski biskup rzymskokatolicki, biskup pomocniczy gnieźnieński w latach 1816–1818, biskup pomocniczy warszawski (sufragan łowicki) w latach 1818–1831, sufragan łowicki, scholastyk gnieźnieński, archidiakon kurzelowski, proboszcz w Chełmnie, kanonik gnieźnieńskiej kapituły katedralnej od 1797 roku.

## Życiorys
Studia odbył w Rzymie i tam w 1790 przyjął święcenia kapłańskie. Następnie był rektorem tamtejszego kolegium i kościoła polskiego. Sprawował funkcję proboszcza w Chełmie koło Radomia. Był też archidiakonem kurzelowskim, kanonikiem gnieźnieńskim. W 1816 został dziekanem kapituły łowickiej.
18 grudnia 1815 papież Pius VII mianował go biskupem pomocniczym archidiecezji gnieźnieńskiej ze stolicą tytularną Bethsaida. W 1818 został przeniesiony do archidiecezji warszawskiej. Nie rezydował w Warszawie, a w Chełmie. Był też proboszczem w Skierniewicach i Makowie.